# سليفن
سليفن هي ثامن أكبر مدينة في بلغاريا والمركز الإداري والصناعي لمقاطعة وبلدية سليفن في شمال تراقيا [الإنجليزية].
تشتهر سليفن بأبطالها المشاة الذين قاتلوا ضد الأتراك العثمانيين في القرن التاسع عشر وتعرف باسم "مدينة 100 فويفود"، حيث كان فويفودا قائد المقاتلين المشاة.

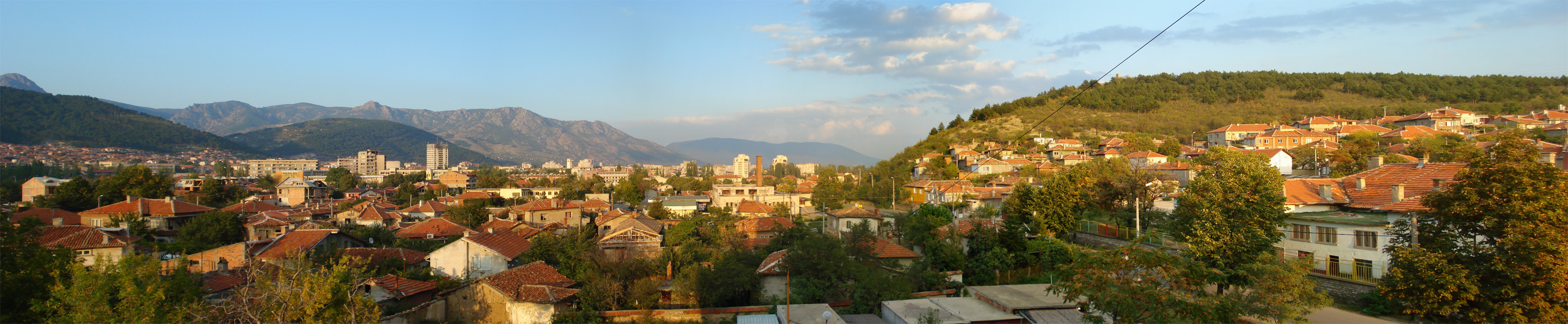
مدينة سليفن من الشرق

بلغ عدد سكانها عام 2006 ما يقارب 115758 نسمة.

## المناخ
يظهر الجدول التالي التغييرات المناخية على مدار السنة لسليفن:
| البيانات المناخية لـسليفن         | البيانات المناخية لـسليفن | البيانات المناخية لـسليفن | البيانات المناخية لـسليفن | البيانات المناخية لـسليفن | البيانات المناخية لـسليفن | البيانات المناخية لـسليفن | البيانات المناخية لـسليفن | البيانات المناخية لـسليفن | البيانات المناخية لـسليفن | البيانات المناخية لـسليفن | البيانات المناخية لـسليفن | البيانات المناخية لـسليفن | البيانات المناخية لـسليفن |
| الشهر                             | يناير                     | فبراير                    | مارس                      | أبريل                     | مايو                      | يونيو                     | يوليو                     | أغسطس                     | سبتمبر                    | أكتوبر                    | نوفمبر                    | ديسمبر                    | المعدل السنوي             |
| --------------------------------- | ------------------------- | ------------------------- | ------------------------- | ------------------------- | ------------------------- | ------------------------- | ------------------------- | ------------------------- | ------------------------- | ------------------------- | ------------------------- | ------------------------- | ------------------------- |
| متوسط درجة الحرارة الكبرى °م (°ف) | 6.7 (44.1)                | 8.5 (47.3)                | 13.0 (55.4)               | 18.5 (65.3)               | 24.0 (75.2)               | 28.1 (82.6)               | 30.8 (87.4)               | 31.3 (88.3)               | 26.1 (79.0)               | 19.5 (67.1)               | 13.6 (56.5)               | 7.7 (45.9)                | 19.0 (66.2)               |
| المتوسط اليومي °م (°ف)            | 2.3 (36.1)                | 3.5 (38.3)                | 8.2 (46.8)                | 13.4 (56.1)               | 18.7 (65.7)               | 23.2 (73.8)               | 25.2 (77.4)               | 25.6 (78.1)               | 20.9 (69.6)               | 14.7 (58.5)               | 9.6 (49.3)                | 3.7 (38.7)                | 14.3 (57.7)               |
| متوسط درجة الحرارة الصغرى °م (°ف) | −0.5 (31.1)               | 0.6 (33.1)                | 3.5 (38.3)                | 8.7 (47.7)                | 12.7 (54.9)               | 17.0 (62.6)               | 19.0 (66.2)               | 19.2 (66.6)               | 15.0 (59.0)               | 10.2 (50.4)               | 5.6 (42.1)                | 1.1 (34.0)                | 9.3 (48.7)                |
| الهطول مم (إنش)                   | 46 (1.8)                  | 41 (1.6)                  | 31 (1.2)                  | 50 (2.0)                  | 67 (2.6)                  | 66 (2.6)                  | 54 (2.1)                  | 37 (1.5)                  | 32 (1.3)                  | 43 (1.7)                  | 61 (2.4)                  | 59 (2.3)                  | 587 (23.1)                |
| ساعات سطوع الشمس الشهرية          | 94                        | 122                       | 171                       | 213                       | 264                       | 293                       | 327                       | 319                       | 232                       | 191                       | 123                       | 87                        | 2٬441                     |
| المصدر: weatheronline.co.uk       |                           |                           |                           |                           |                           |                           |                           |                           |                           |                           |                           |                           |                           |

## المدن المتؤامة
- رومانيا البا يوليا, رومانيا
- ألمانيا غيرا, ألمانيا
- هنغاريا بيكس, هنغاريا
- أوكرانيا ترنوبل, اكرانيا
- تركيا تكيرداج, تركيا - Tekirdağ

## أعلام
- جوليا كريستيفا
- أزيس
- تونتشو تونتشيف
- يوردان ليتشكوف
- نيكولا زيكوف